# I Love You, Baby
I Love You, Baby (愛してるぜ ベイベ★★?, Aishiteruze beibe) è un manga di Yōko Maki composto da sette volumi pubblicati sulla rivista Ribon di Shūeisha tra l'aprile del 2002 e il gennaio del 2005. Un adattamento anime di 26 episodi, prodotto dalla TMS Entertainment, è stato trasmesso in Giappone sulla Animax nel corso del 2004. In Italia il manga è stato pubblicato dalla Planet Manga, mentre l'anime è rimasto inedito.

## Trama
L'anime narra le avventure di Kippei Katakura, un ragazzo popolare che riesce ad avere rapporti con tante ragazze, ma la sua vita cambierà completamente quando sua cugina, una bambina abbandonata dalla propria madre, entrerà in scena; da allora sarà Kippei a farle da genitore.
Nel corso del tempo, entrano in scena anche altri personaggi con storie particolari come Kokoro, che diventerà poi la ragazza di Kippei, che costruisce un legame con Yuzuyu fondato sullo stesso bisogno delle due di una mamma. Altro personaggio che influisce molto sulla storia è Sakashita Miki, la cugina di Yuzuyu, con un triste passato che non riesce a dimenticare. A causa del coordinatore della sua classe, che lei aveva visto picchiare un alunno, viene completamente isolata e sceglie il suicidio. Viene "salvata" da Kippei, che le fa cambiare idea. Nell'anime la storia finisce con la visita della sorella di Kippei alla madre della bambina, la quale però non è ancora pronta per ritornare a vivere con Yuzuyu. Nel manga la madre di Yuzuyu viene a trovarla e, sotto esortazione di Kippei, la bambina sceglie di tornare a vivere con lei; l'epilogo ambientato anni dopo, conferma che Kippei e Kokoro sono diventati una coppia e Yuzuyu, finalmente, è felice assieme alla madre, anche se non dimenticherà mai l'affetto che Kippei le ha dimostrato durante l'anno in cui hanno vissuto insieme.

## Personaggi
Kippei Katakura (片倉 結平?, Katakura Kippei)
Doppiato da: Daisuke Fujita
Kippei è un ragazzo che non si fa problemi ad uscire con più di una ragazza, ma quando si troverà di fronte Yuzuyu inizierà a badare alla bambina facendosi sempre più protettivo nei suoi confronti e, con il passare del tempo, diventerà molto più maturo. Durante la sua crescita come nuova figura di riferimento per Yuzuyu verrà aiutato da Kokoro, con cui, successivamente, intraprenderà un rapporto sentimentale stabile.
Yuzuyu Sakashita (坂下 ゆずゆ?, Sakashita Yuzuyu)
Doppiata da: Miyu Tsuzurahara (ed. giapponese), Letizia Ciampa (ed. italiana)
Yuzuyu è una bambina dolce ed empatica, verrà abbandonata all'inizio della storia dalla madre, per la quale prova un grande affetto e di cui ha bisogno. Lei è molto protettiva nei confronti di Kippei, e lo vuole vedere felice.
Kokoro Tokunaga (徳永 心?, Tokunaga Kokoro)
Doppiata da: Fumina Hara
Kokoro è una ragazza calma, silenziosa, la quale comprende bene i sentimenti di Yuzuyu per via di vicissitudini familiari simili. Durante il corso della storia diverrà la ragazza di Kippei e, verso la fine della storia, afferma di poter essere incinta venendo poi smentita.
Misako Katakura (片倉 三沙子?, Katakura Misako)
Doppiata da: Shizuka Okohira
La madre di Kippei, lavora nella scuola e aiuta suo figlio ad insegnargli come si cucina.
Satsuki Katakura (片倉 皐?, Katakura Satsuki)
Doppiato da: Masami Suzuki
Il fratello minore di Kippei. Ha dodici anni ed è un ragazzo estremamente intelligente e maturo per la sua età, tanto da sembrare spesso del tutto indifferente nei confronti delle altre persone. Anche in genere i bambini non gli piacciono, va molto d'accordo con Yuzuyu. Si fidanza con una compagna di classe che fa la modella.
Reiko Katakura (片倉 玲子?, Katakura Reiko)
Doppiata da: Kumiko Endou
La sorella maggiore di Kippei, è un'estetista, dà sempre ordini a Kippei e lo prende continuamente in giro. Nasconde il segreto dolore di non poter avere figli. Qualche tempo dopo l'arrivo di Yuzuyu, riesce a rintracciare la madre di quest'ultima e a mettere in chiaro i motivi per cui la donna ha deciso di affidare la figlia ai Katakura.
Shouta Nashiya (ナシヤ翔太?, Nashiya Shōta)
Doppiato da: Shun Miyazato
Uno dei compagni di scuola di Yuzuyu. Quando i due si incontrano per la prima volta, diventano subito amici e passano molto tempo insieme. Ama molto la sua famiglia, ma in casa la situazione non è serena, perché da quando il padre ha perso il lavoro, la madre di Shouta, per la frustrazione, ha cominciato ad abusare fisicamente del bambino. Quando Yuzuyu assiste a ciò, comincia a piangere e ad urlare, e l'intera scuola materna, così come i genitori, scoprono di lui e di sua madre. Kippei è molto preoccupato e cerca di aiutare parlando con la madre di Shouta. Più tardi il bambino subisce una commozione cerebrale a causa di una caduta, provocata dalla madre, e finisce in ospedale. I medici notano i segni di lesioni precedenti e, su loro raccomandazione, i suoi genitori decidono di andare in terapia e di trasferirsi dai nonni per avere più sostegno. Quando se ne va, Shouta promette a Yuzuyu che sarà sempre suo amico, e poi anche da separati rimangono in contatto. Alla fine del manga, lui e Yuzuyu si incontrano di nuovo da adolescenti.

## Episodi
| Nº | Titolo italiano (traduzione letterale) Giapponese 「Kanji」 - Rōmaji                                               | In onda           | In onda |
| Nº | Titolo italiano (traduzione letterale) Giapponese 「Kanji」 - Rōmaji                                               | Giapponese        |         |
| 1  | Lei (Yuzu) ha 5 anni! 「彼女（ゆず）は★５歳！」 - Kanojo (Yuzu) wa go-sai!                                         | 3 aprile 2004     |         |
| 2  | Gli onigiri di Yuzu! 「ゆずのおにぎり！」 - Yuzu no onigiri!                                                       | 10 aprile 2004    |         |
| 3  | Dov'è Mamma? 「ママはどこ」 - Mama wa doko                                                                         | 17 aprile 2004    |         |
| 4  | I pastelli di Yuzu 「ゆずのクレヨン」 - Yuzu no kureyon                                                            | 24 aprile 2004    |         |
| 5  | Il motivo delle lacrime 「ナミダの理由」 - Namida no riyū                                                          | 8 maggio 2004     |         |
| 6  | Bye Bye, cappello giallo 「バイバイ黄色い帽子」 - Baibai kiiroi bōshi                                              | 15 maggio 2004    |         |
| 7  | Uno, Due! Pudding! 「おいっちに！プリン！」 - Oicchi ni! Purin!                                                    | 22 maggio 2004    |         |
| 8  | Signor Orso, signor Coniglio, mamma e papà 「クマさんとニンジンとパパとママ」 - Kuma-san to ninjin to mama to papa | 29 maggio 2004    |         |
| 9  | Kokoro sola soletta 「ひとりぼっちの心」 - Hitoribocchi no Kokoro                                                  | 5 giugno 2004     |         |
| 10 | Gelosia 「やきもち」 - Yakimochi                                                                                   | 12 giugno 2004    |         |
| 11 | Odango, Yuzuyu e Kokoro 「おだんごとゆずと心」 - Odango to Yuzuyu to Kokoro                                        | 19 giugno 2004    |         |
| 12 | La commissione di Yuzuyu 「ゆずのおつかい♪」 - Yuzu no otsukai                                                     | 26 giugno 2004    |         |
| 13 | Mamma... 「ママ」 - Mama                                                                                           | 3 luglio 2004     |         |
| 14 | Shouta-kun della classe dei ciliegi 「さくらぐみの翔太くん」 - Sakura-gumi no Shōta-kun                            | 10 luglio 2004    |         |
| 15 | Onee-sama va all'incontro con i genitori! 「おねぇさま参観日に行く！」 - Onee-sama tankanbi ni iku!                | 17 luglio 2004    |         |
| 16 | Shou-chan, ci rivedremo... 「しょーちゃん、またね...」 - Shō-chan, mata ne...                                      | 24 luglio 2004    |         |
| 17 | Piscina, costume da bagno, paura! 「プールだ、水着だ、こわいもん」 - Pūru da, mizugi da, kowaimon                  | 7 agosto 2004     |         |
| 18 | Miki-chan, la Rossa 「赤い髪のミキちゃん」 - Akai kami no Miki-chan                                                | 14 agosto 2004    |         |
| 19 | Camminiamo fianco a fianco 「並んで歩こう」 - Narande arukō                                                        | 21 agosto 2004    |         |
| 20 | Torniamo a casa! 「おウチへかえろうよ」 - Ouchi e kaerō yo                                                         | 28 agosto 2004    |         |
| 21 | La fine dell'estate 「夏のおわりに...」 - Natsu no owari ni...                                                     | 4 settembre 2004  |         |
| 22 | Quando crescerò 「おっきくなったら」 - Okkiku nattara                                                              | 11 settembre 2004 |         |
| 23 | Due pranzi 「おべんと♥ふたつ」 - Obento futatsu                                                                    | 17 settembre 2004 |         |
| 24 | Una lettera per qualcuno che ami 「大スキな人への手紙」 - Daisuki na hito e no tegami                              | 25 settembre 2004 |         |
| 25 | Il pigiama della mamma 「ママのパジャマ」 - Mama no pajama                                                         | 2 ottobre 2004    |         |
| 26 | Voglio bene a tutti tutti 「みんな★みんな★愛してる」 - Minna minna aishiteru                                       | 9 ottobre 2004    |         |

## Sigle
- Sigla iniziale:

Sunny Side Up
Cantata da Yo Hitoto
- Sigla finale:

Nennensaisai (年年歳歳? lett. anni-anni-vecchio-vecchio)
Cantata da Yo Hitoto